# 34775 Zinzi
34775 Zinzi è un asteroide della fascia principale esterna. Scoperto nel 2001, presenta un'orbita caratterizzata da un semiasse maggiore pari a 3,217333 UA e da un'eccentricità di 0,026114, inclinata di 8,734313° rispetto all'eclittica. Ha un diametro di 8,377 km.